# Impatiens leptocaulon
Impatiens leptocaulon är en balsaminväxtart som beskrevs av Joseph Dalton Hooker. Impatiens leptocaulon ingår i släktet balsaminer, och familjen balsaminväxter. Inga underarter finns listade i Catalogue of Life.